# إقليم الأهواز
إقليم الأهواز أو عربستان وخوزستان، منطقة في إيران أغلبية سكانها عرب، هي منطقة تقع بجانب البصرة من الناحية الجغرافية، حسب المراجع العربية والمنظمات الأحوازية، هي تلك المنطقة الواقعة في الجنوب الشرقي من العراق والجنوب الغربي من إيران وتقع على خط العرض (57/29) إلى(00/33)درجة شمالاً وعلى خط الطول(48/ 51)شرقاً من الشمال والشرق يحدها جبال زاغروس ومن الغرب بلاد العراق ومن الجنوب يحدها الخليج العربي الحد الجغرافي الطبيعي الفاصل بينها وبين الهضبة الإيرانية أو ما يعرف ببلاد فارس، حيث لعب هذا الفاصل الجغرافي دوراً مهما في تباين لغات وثقافات وحضارات الأمم والشعوب التي عاشت شرقه وغربه. وقد بقيت هذه الأمم تعيش هذا التباين في ما بينها طبقاً لاختلاف بيئتها الجغرافية التي اتسمت بالجبال والمرتفعات لدى الفرس الآريين والسهول والصحاري لدى العرب الساميين. ومما لا شك فيه أن لاختلاف البيئة الجغرافية دوراً مؤثراً في طبيعة سكانها من جميع النواحي الاجتماعية وهذا ما نجده واضح أمامنا على أرض الأهواز حيث تختلف الحضارة والثقافة والعادات والتقاليد بين الأهوازيين العرب والإيرانيين الفرس الوافدين من خلف الجبال إلى أرض الأهواز. هذه المنطقة التي عرفت تاريخياً بعيلام الدولة السامية التي أسست أول حضارة على أرض الأهواز.
ينتج الإقليم 70% من نفط إيران المصدّر.

## التاريخ

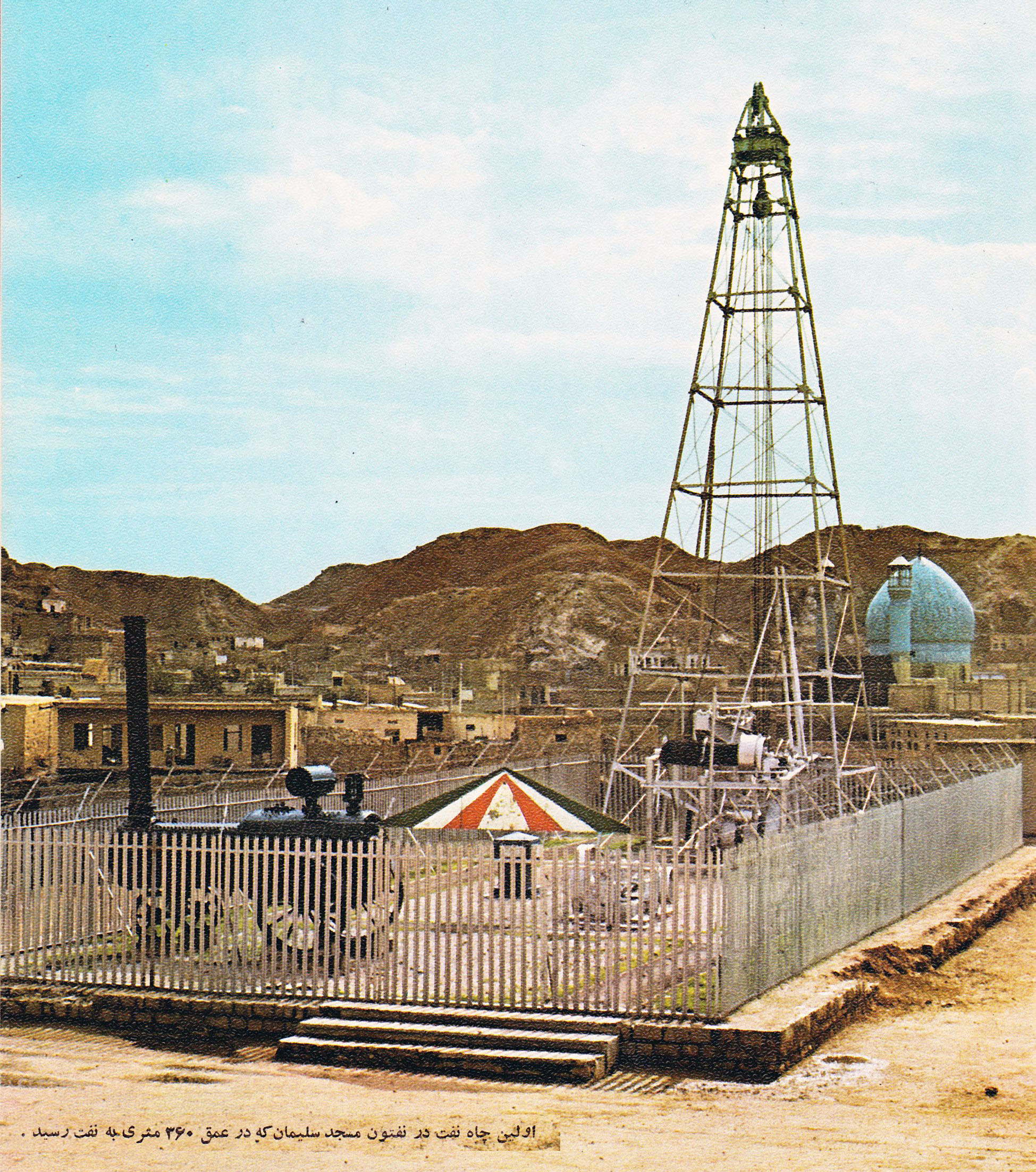
« مسجد سليمان » - أول بئر نفط في إيران

جميع عرب الأهواز على المذهب الشيعي ويوجد شرائح منهم تحولوا لسنة يسمون سنة الأهواز. تاريخياً الأهواز إمارة عربية تتمتع بالحكم الذاتي في عهد الانتداب البريطاني ضمها الشاه لإيران عام 1925 وأعدم حاكمها خزعل الكعبي بعد اكتشاف النفط بالمنطقة.
تم القضاء على إمارة بني كعب العربية بعد أسر الشيخ خزعل الكعبي في 25 نيسان/أبريل 1925 من قبل فارس وإعدامه. منذ سيطرة إيران على عربستان عام 1925، اتبعت السلطة الإيرانية سياسات تمييزية ضد عرب الأهواز في التوظيف وفي الثقافة، فمنعتهم من تعلم اللغة العربية ومن استعمالها في المناسبات ومن تسمية أطفالهم بأسماء عربية. يعاني عرب الأهواز أيضاً من صعوبة الحصول على فرص لدخول الجامعات الإيرانية، فبحسب أمير طاهري، تكون فرصة دخول الجامعات الإيرانية لعرب الأهواز أقل باثنتي عشرة مرة من نظرائهم الإيرانيين بسبب سوء التعليم في مقاطعتهم وبسبب طبيعة أسئلة امتحان الدخول للجامعات الإيرانية التي تجرى باللغة الفارسية وتركز على الحضارة الفارسية. يعاني عرب الأهواز من التمييز في فرص العمل والرتب الوظيفية والرواتب مقارنة بنظرائهم. علاوة على ذلك، اتبعت السلطات سياسة تفريس الإقليم لتغيير طابعه السكاني، فجلبت آلاف العائلات من المزارعين الفرس إلى الإقليم منذ عام 1928، وكانت سرعة تكاثر هؤلاء أعلى من سرعة تكاثر العرب. وأدى اكتشاف النفط في الإقليم عام 1908 إلى توطين مئات الآلاف من الفرس إلى خوزستان مما غير التركيبة السكانية.
شارك الأهوازيون في القتال ضد الجيش العراقي بسبب الأذى الذي تعرضوه نتيجة الحرب.

## عرب الأهواز وعرب جزيرة العرب

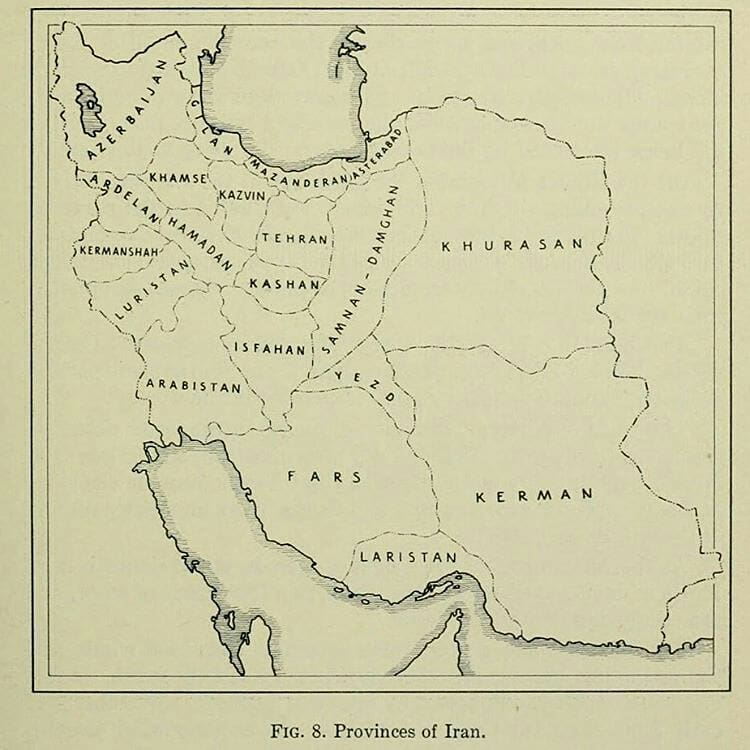
صورة تاريخية لموقع إقليم الأحواز (عربستان) لعام 1939م قبل تقليص مساحتها و تغيير اسمها إلى خوزستان

عرب الأحواز أو الاهواز: من ناحية التقاليد والثقافة واللهجة والأصول هم عرب ويتحدثون اللهجة الأهوازیة، قسم منهم علی المذهب الشيعي وجماعات کثیرة منهم تحولت الی المذهب السني مما أدى إلى اعتقالات واسعة في صفوف العرب الأهواز بحسب منظمات العالمية لحقوق الإنسان يتواجد أقلية مذهبية من المندائيين الصابئة أيضا في الإقليم، علاقة عرب الأهواز بالحكومة الإيرانية سيئة بسبب السياسات العنصرية التي اتخذت ضدهم بعد ضم الإقليم بالقوة العسكرية في عام 1925م.
أما عرب الساحل الشرقي للخليج الأصل والثقافة واللهجة والتقاليد ينتمون لنفس قبائل الإمارات العربية المتحدة وعمان والبحرين والكويت وعلى المذهب السني وعلاقتهم بالحكومة الإيرانية لحد ما جيدة، ولا يوجد اتصال تاريخي بين عرب الساحل الشرقي للخليج وعرب الأهواز، ويرفض عرب الساحل الشرقي والجزر وعرب منطقة بوشهر أن تطلق عليهم تسمية أهوازيين.